# Gens Livia

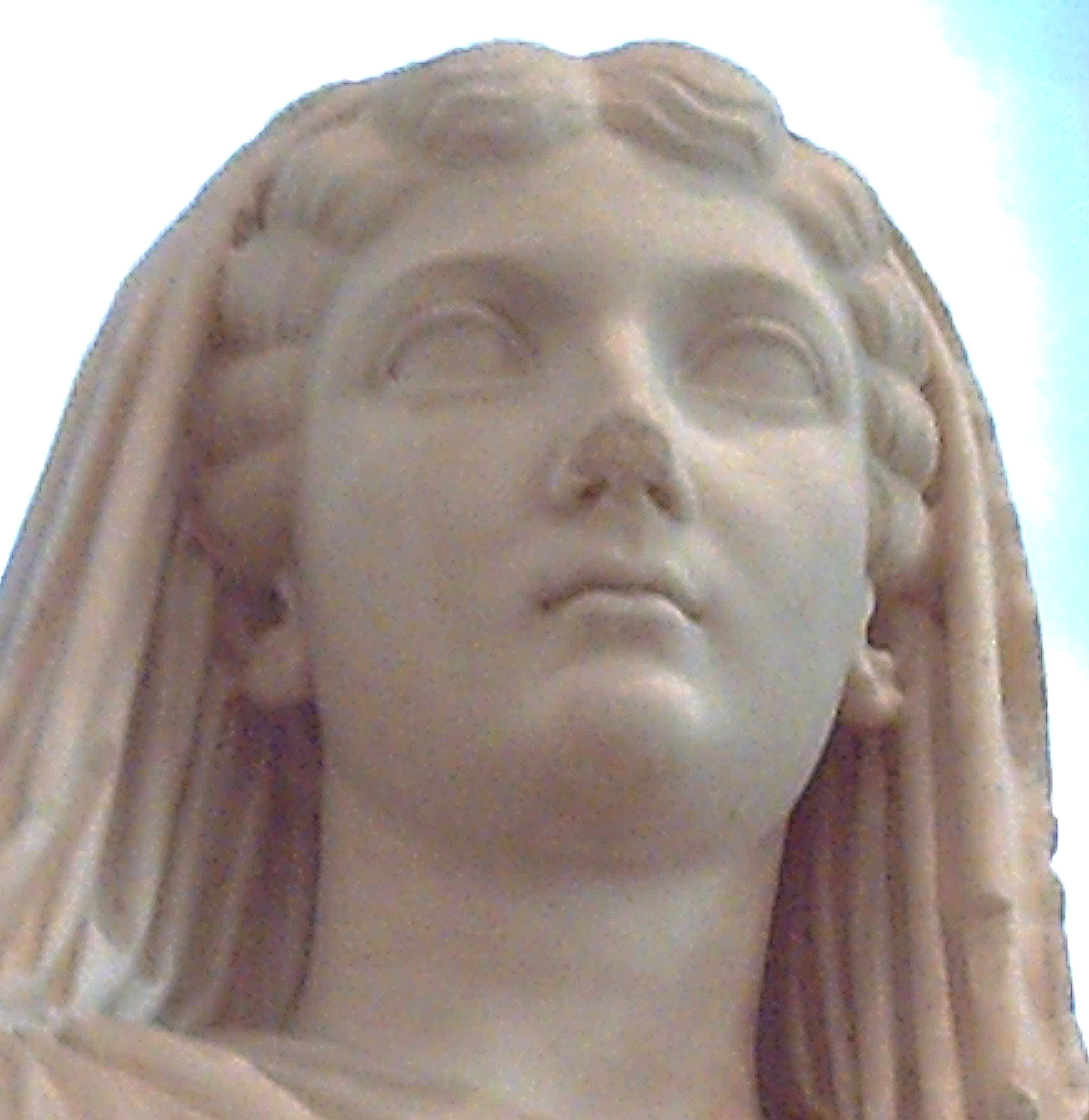
Livia Drusilla, moglie di Augusto.

La gens Livia fu una gens plebea. Il primo membro illustre dei Livii fu il console Marco Livio Denter nel 302 a.C.

## Origini
La storia non conserva tradizioni riguardanti l'origine della gens Livia. Anche se i suoi membri sembrano non comparire nei primi due secoli della Repubblica, non c'è nulla in particolare da suggerire un'origine straniera. I cognomina regolari dei Livii sono tutti di origine latina. Il nomen Livius dovrebbe generalmente derivare dalla stessa radice di liveo, lividus e livor, il tutto con il significato di plumbeo o grigio-bluastro, ma non è assolutamente certo. Pokorny scartò quest'ipotesi, sostenendo che il nomen derivava da queste parole o poteva anche non essere collegato linguisticamente con esse, ipotizzando un'origine etrusca per i Livii.

## Cognomina
I cognomina dei Livii durante la Repubblica furono Denter, Druso, Libo, Macato e Salinatore. Di questi, Denter era molto comune, e in origine si riferiva a qualcuno con i denti prominenti. Macato significa "macchiato", essendo derivato dalla stessa radice di macula; Druso probabilmente significa "rigido", anche se Svetonio scrisse che il primo Druso ricevette questo cognomen, probabilmente, dopo aver ucciso un capo gallico di nome Drausus. Se questa è la vera origine del nome, probabilmente la data risale al 283 a.C., quando i Senoni, il popolo gallico di cui Drausus era a capo, furono sconfitti e dispersi, occupando l'attuale Italia settentrionale. Libo deriva da libere, che designava un versatore di libagione, che entrava nella famiglia dalla gens Scribonia, una delle quali fu adottata dai Livii Drusii; Salinatore significa "mercante di sale", si dice che sia stato dato a Marco Livio Salinatore, poiché nel 204 a.C. impose una tassa sul sale. Sorge, tuttavia, un dubbio su come il padre di Marco veniva anch'egli in tal modo, sebbene gli storici possano semplicemente aver applicato il cognomen in modo retroattivo. 

## Membri illustri

### Livii Denter
- Gaio Livio Denter, nonno del console Marco Livio Denter del 302 a.C., potrebbe essere stato il magister equitum del 348[13].
- Marco Livio Denter, console nel 302 a.C. In precedenza fu uno dei pontefici scelti tra i plebei[14].

### Livii Drusii
- Livio Druso, secondo Svetonio, un propretore della Gallia, che sconfisse il capo Drausus in combattimento singolo, guadagnandosi in tal modo il suo cognome. Riportò l'oro preso dai Senoni come prezzo per lasciare Roma nel 390 a.C., vendicando così il sacco, compiuto dai galli, della città. Pighius ipotizzò che fosse il figlio di Marco Livio Denter, console nel 302 a.C., corrispondente alla probabile data della sua lotta con Drausus, nel 283[15][16][17].
- Marco Livio Druso, nonno del console del 147 a.C.[17].
- Marco Livio Druso Emiliano o Mamiliano, padre del console di 147. Il suo agnomen suggerisce, ma non dimostra, che fu adottato dagli Emilii o dai Mamili[18]
- Gaio Livio Druso, console nel 147 a.C. O lui o suo figlio Gaio dovrebbero probabilmente essere identificati con l'omonimo giurista[19][20][21]
- Marco Livio Druso, tribuno della plebe nel 122 a.C., si oppose alle misure del suo collega, Gaio Gracco, e minò la sua autorità proponendo misure simili per le quali gli ottimati, il partito aristocratico del Senato, potevano prendersi il merito. Fu console nel 112 e forse trionfò sugli Scordisci l'anno successivo. È probabilmente il censore del 109 a.C., morto durante il suo anno di ufficio[22][23][24][25][26][27][28][29][30].
- Gaio Livio Druso, noto per la sua cordialità, cortesia e persuasività, che ha condiviso con suo fratello. Alcuni lo identificano, anziché suo padre, come il giurista di questo nome[31][32][33][34][35].
- Marco Livio Druso, una delle figure più influenti della politica romana prima della guerra civile romana. Fece di tutto per conquistare il Senato, sposando la parte degli ottimati, ma poi come tribuno della plebe nel 91 a.C., ha cercato di conciliare il popolo e ha conquistato i federati promettendo loro la cittadinanza romana e approvò una legge per far entrare gli equites nel Senato. Si attirò, tuttavia, le inimicizie del console Lucio Marzio Filippo e, in seguito, Druso venne assassinato nella sua casa proprio mentre la guerra civile stava scoppiando[36].
- Livia, sorella del tribuno, sposò Quinto Servilio Cepio, la cui sorella, Servilia, sposò Druso. Caepio divenne l'avversario di suo fratello e ripudiò sua moglie, la quale sposò Catone il Censore. I suoi figli furono Quinto Servilio Cepio, Catone l'Uticense, Servilia Maggiore, madre di Marco Giunio Bruto e suocera di Gaio Cassio Longino, assassini di Cesare; la figlia Servilia Minore fu la moglie di Lucio Licinio Lucullo[37][38].
- Marco Livio Druso Claudiano, nato nella gens Claudia, fu adottato da uno dei Livii Drusi, probabilmente il tribuno Marco[39][40][41]. Si alleò con Bruto e Cassio. Proscritto dai triumviri, si tolse la vita dopo la battaglia di Filippi. Era il padre di Livia Drusilla e nonno di Tiberio[23][42][43][44][45].
- Marco Livio Druso Libo, probabilmente nato nella gens Scribonia Libones, fu adottato da uno dei Livii Drusi, in genere doveva essere Claudiano, sebbene ci siano molti dettagli incerti nelle sue relazioni con gli altri Livii Drusi e Scribonii. Fu edile della plebe nel 28 a.C. circa e console nel 15 a.C.[46].
- Livia Drusilla, sposò Tiberio Claudio Nerone e Augusto. Era la madre dell'imperatore Tiberio e di Druso Maggiore[47][48][49][50].
- Lucio Scribonio Libo Druso, generalmente considerato figlio di Marco Livio Druso Libo, fu accusato dal senatore e delatore Firmio Catus di consultare indovini per quanto riguarda le sue possibilità di diventare imperatore. Inizialmente le accuse furono ignorate da Tiberio, ma poi fu portato in giudizio e, non trovando alcuna speranza di giustificazione, si tolse la vita[51][52][53][54][55].

### Livii Salinatores
- Marco Livio, proavio del console del 219 e del 207 aC.
- Marco Livio, nonno del console.
- Marco Livio Salinatore, padre del console, era decemvir sacris faciundis nel 236 a.C. Lui o forse suo figlio comprò un greco colto, chiamato Livio Andronico, come tutore per i suoi figli[30][56][57].
- Marco Livio Salinatore, console durante la Seconda Guerra Illirica e, nonostante avesse trionfato sul nemico, fu in seguito accusato di appropriazione indebita del bottino di guerra e mandato in esilio. Durante la seconda guerra punica fu richiamato in patria dal Senato. Fu eletto console per la seconda volta nel 207 a.C., lui e il suo collega, Gaio Claudio Nerone, sconfissero e uccisero Asdrubale, fratello di Annibale. Fu eletto dittatore e censore nel 204 a.C.[58][59][60][61][62][63][64][65]
- Gaio Livio Salinatore, pretore nel 202 a.C., e di nuovo nel 191 a.C., quando ebbe il comando della flotta nella guerra contro Antioco. Fu console nel 188 a.C.[66][67]

### Altri
- Lucio Livio, tribuno della plebe nel 320 a.C., l'anno dopo il disastro alle Battaglia delle Forche Caudine. Il console Spurio Postumio Albino Caudino aveva impegnato se stesso e gli altri magistrati romani come garanti della pace, al fine di preservare la vita dell'esercito romano. Livio e uno dei suoi colleghi resistettero alla richiesta di consegnarsi ai sanniti come ostaggi, poiché non avevano nulla a che fare con l'accordo. Tuttavia, i Sanniti respinsero gli ostaggi, quando si resero conto che i Romani erano destinati a continuare la guerra[68].
- Livio Andronico, originariamente un greco istruito, in seguito reso schiavo e acquistato da Marco Livio Salinatore come tutore per i suoi figli. Alla sua manomissio, assunse il nome di Lucio Livio Andronico[69][70]
- Marco Livio, legato inviato a Cartagine dopo la caduta di Saguntum nel 219 a.C. Era sposato con la figlia di Pacuvio Calavio, magistrato di Capua nel 217 a.C. Pacuvio era un patrizio che aveva sposato una figlia di Appio Claudio.
- Marco Livio Macato, posto da Marco Valerio Levino a capo della guarnigione di Taranto nel 214 a.C., durante la Seconda Guerra Punica. Quando la città fu persa per un attacco a sorpresa nel 212, Livio e i suoi soldati si ritirarono nella cittadella, dove resistettero fino a quando la città fu riconquistata da Quinto Fabio Massimo Verrucoso nel 209. Sulla questione se Livio dovesse essere punito o premiato per il suo condotta, Fabio rispose che non avrebbe potuto recuperare Taranto se Livio non avesse agito in quel modo[71][72][73][74][75].
- Mamerco Emilio Lepido Liviano, console nel 77 a.C., era originariamente un Livio, ma fu adottato dai Lepidii. Era un sostenitore del partito di Silla, gli ottimati, ma fu uno di quelli che persuasero Silla a risparmiare la vita del futuro dittatore, Gaio Giulio Cesare[76][77][78][79].
- Tito Livio, storico, fiorì durante gli ultimi decenni della Repubblica e durante l'impero di Augusto. Non scrisse nulla della sua famiglia, e altri storici hanno rivelato che era originario di Patavium, e che aveva almeno un figlio e una figlia, la quale sposò un certo Lucio Magio. Si ritiene che due iscrizioni di Patavium nel Corpus Inscriptionum Latinarum segnino il luogo di morte di Livio e diversi membri della sua famiglia[80].
- Gaio Livio, forse il padre dello storico[80].
- Tito Livio Prisco, probabilmento il primogenito dello storico[80].
- Tito Livio Longo, forse il figlio minore dello storico[80].
- Livia Quarta, forse una figlia dello storico, se è la stessa figlia che ha sposato Lucio Magio[80].
- Tito Livio Liviae Quartae l. Halys, liberato di Livia Quarta. La sua iscrizione funebre fu dissotterrata nel monastero di Santa Giustina a Padova nel 1360, seguita nel 1413 dallo scavo di una bara di piombo nella stessa posizione, contenente uno scheletro umano. A causa di un fraintendimento dell'iscrizione della tavoletta, i resti avrebbero dovuto appartenere allo storico, piuttosto che a un liberto, fino a quando ulteriori scavi a Padova spiegarono il vero significato dell'iscrizione[80][81].

## Curiosità
- La città di Forlì in Emilia-Romagna, prende il nome da Livio Salinatore, il suo leggendario fondatore. Il nome originale era, infatti, Forum Livii.